# Nelly Roussel
Nelly Roussel (París, 5 de gener de 1878 – ibídem, 18 de desembre de 1922) fou una lliurepensadora, anarquista i feminista francesa. Com a defensora del neomalthusianisme i del feminisme, va lluitar pel control de la natalitat o contracepció a Europa davant altres alternatives pro-dones i de la maternitat dintre del sistema capitalista europeu.

## Biografia

### Primers anys
Roussel va néixer a França, filla de Louise Nel Roussel i de Léon Roussel. En la seva obra no parla del seu pare amb detall, qui va morir el 1894. Poc temps després d'haver mort el seu pare, la seva mare va tornar a contraure matrimoni amb Antonin Montupet. Roussel també tenia una germana nascuda el 1880, Andrée Roussel.

### Activisme i relacions personals

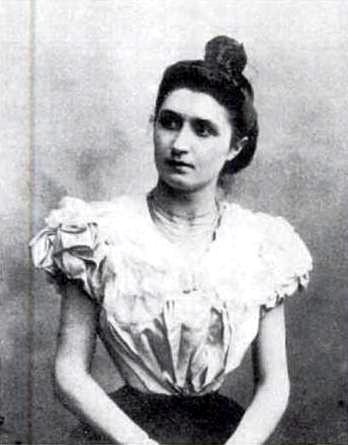
Nelly Roussel el 1896.

Roussel va ser la primera portaveu feminista a defensar el control de la natalitat a Europa. Era seguidora del neomalthusianisme. Els membres d'aquest moviment, liderat per Paul Robin, creien que la natalitat era la resposta per a prevenir un desastre natural, la pobresa i el patiment, per la qual cosa proposaven controlar el creixement de la població de manera artificial. Roussel va difondre els seus missatges sobre el control de la natalitat, la maternitat, el rol de la dona al sistema capitalista i els drets de la dona a la llar, mitjançant conferències, periodisme i teatre. En un discurs que va donar el 9 d'abril de 1904, Roussel va defensar que la seva intenció era lluitar per la "llibertat en, per a, o de la maternitat". Va comptar amb suport, però la resistència política al seu missatge va deixar entreveure percepcions conservadores sobre temes de gènere entre els francesos. Roussel va ser una activista política.
La Primera Guerra Mundial va deixar un milió vuit-cents mil morts a França, per la qual cosa el govern conservador havia llançat una campanya amb l'objectiu d'incrementar la població, i va aprovar el 1920 una llei que castigava la incitació a l'avortament i la propaganda anticonceptiva. Nelly Roussel va respondre convocant una « vaga de ventres »: no més nens «per al capitalisme, el qual fa carn de la feina i explota la carn per a satisfer el seu plaer ». Roussel va afegir, « la maternitat no és noble ni conscient, no és dolça ni desitjada; aconseguida per instint i soferta per necessitat, no és més que una funció animal o una prova dolorosa».
Roussel es va casar amb Henri Godet, molt involucrat en l'organització del seu treball, si bé no l'acompanyava en els seus viatges. Tot i que molts dels seus discursos al·ludeixen a la seva falta de desig per tenir fills i a mesures actives per prevenir la maternitat, Roussel va tenir tres nens: Mireille, una nena nascuda el 1899, André, un nen nascut el 1901, el nom del qual és un homenatge a la seva germana, i Marcel, nascut el 1904. El seu primer fill, André, va morir poc després del seu naixement, el 1902, el que va sumir a Roussel en una profunda depressió. Quan es va adonar que estava embarassada del seu tercer fill, es va posar en contacte amb un metge per prevenir o reduir el dolor del part. Tot i que l'anestèsia per al treball de part no estava recomanada i no s'ensenyava a l'època, Roussel va contactar amb el Dr. Lucas, qui estava disposat a treballar amb ella. Roussel no sabia, però, que els mètodes de Lucas havien ocasionat la mort a diverses dones i nens. Malgrat això, Roussel i el seu fill van sobreviure, la qual cosa va reafirmar la seva convicció en què la ciència i la societat podien crear un part sense dolor, alliberant les dones d'embarassos no desitjats. Roussel va estar mitjanament involucrada en la criança dels seus fills, delegant moltes tasques en els seus pares i en la seva germana.

### Últims anys i mort
Roussel va morir a causa de la tuberculosi quatre anys després d'haver acabat la Primera Guerra Mundial. Va ser molt activa en la lluita per donar-li a les dones control sobre els seus cossos i sobre la seva sexualitat. La seva posició radical sobre els drets de la dona no va tenir reconeixement, però, fins passats setanta-cinc anys de la seva mort. Roussel va formar part de la primera onada de teoria feminista i va parlar sobre temes d'interès públic però també de l'àmbit domèstic. Els seus papers es conserven a la Biblioteca Marguerite Durand.
Va ser membre de la francmaçoneria, a la "Grande Loge Symbolique Ecossaise", un grup llibertari conegut per ser dels primers a admetre dones a la França del segle xix.

## Publicacions
Roussel va contribuir a la seva causa amb un assaig titulat Le Néo-malthusisme est-il moral?
Tanmateix, va escriure un bon nombre de llibres, alguns dels quals es van publicar de forma pòstuma:
- Pourquoi elles vont à l'église: comédie en un acte, Paroles de combat et de paix, Quelques discours (1903),
- Quelques lances rompues pour nos libertés (1910),
- Paroles de combat et d'espoir (1919),
- Ma forêt (1920),
- Trois conférences (1930, pòstum),
- Derniers combats (1932, pòstum),
- L'eternelle sacrifiée (1979, pòstum).